# Raasen (Neuenmarkt)
Raasen (oberfränkisch: Rosn) ist ein Gemeindeteil der Gemeinde Neuenmarkt im Landkreis Kulmbach (Oberfranken, Bayern). Raasen liegt in der Gemarkung Neuenmarkt.

## Geographie
Der Weiler liegt in flacher Hanglage zum Schorgasttal im Norden und ist von Acker- und Grünflächen umgeben. Ein Anwesen befindet sich 350 Meter südlich und ist durch einen Anliegerweg erreichbar, der von der Gemeindeverbindungsstraße abzweigt, die durch Raasen nach Lettenhof (0,3 km nordöstlich) bzw. nach See zur Kreisstraße KU 21 führt (1,2 km südlich).

## Geschichte
Raasen wurde 1740 erstmals schriftlich erwähnt. Der ursprüngliche Flurname bezeichnet einen Rasen.
Raasen gehörte zur Realgemeinde See. Gegen Ende des 18. Jahrhunderts bestand Raasen aus 3 Anwesen (1 Gütlein, 2 Tropfgütlein). Das Hochgericht übte das bayreuthische Stadtvogteiamt Kulmbach aus. Das Kastenamt Kulmbach war Grundherr sämtlicher Anwesen.
Von 1797 bis 1810 unterstand der Ort dem Justiz- und Kammeramt Kulmbach. Mit dem Gemeindeedikt wurde Raasen dem 1811 gebildeten Steuerdistrikt Hegnabrunn und der 1812 gebildeten Ruralgemeinde Neuenmarkt zugewiesen.

### Einwohnerentwicklung
| Jahr      | 001818 | 001861 | 001871 | 001885 | 001900 | 001925 | 001950 | 001961 | 001970 | 001987 |
| Einwohner | 30     | 27     | 26     | 26     | 21     | 26     | 27     | 21     | 16     | 12     |
| Häuser    | 5      |        |        | 4      | 4      | 4      | 4      | 4      |        | 4      |
| Quelle    | [ 8 ]  | [ 11 ] | [ 12 ] | [ 13 ] | [ 14 ] | [ 15 ] | [ 16 ] | [ 17 ] | [ 18 ] | [ 1 ]  |

## Religion
Raasen ist evangelisch-lutherisch geprägt und nach St. Oswald (Untersteinach) gepfarrt.